# 石川諭
石川 諭（いしかわ さとし、1961年10月13日 - ）は、日本の実業家。株式会社トランザクション創業者・代表取締役会長。

## 人物・来歴
千葉県柏市で自動販売機ベンダー会社経営者の家に生まれる。小学校から高等学校まで友人の漫画家原哲夫と同級生で、現代美術家の村上隆も高等学校の同級生だった。越谷市立大沢北小学校、越谷市立栄進中学校、本郷高等学校を経て、帝京大学法学部在学中に、貸本事業を手掛けて成功を収める。事業で儲けた金を使って派手に遊び回っていたが、父親から「人生を真剣に考えろ」と諭され、サラリーマンになるため大学を中退し、1984年にジュンに入社。1987年五反田のワンルームマンションでトランス（現トランザクション）を設立し、代表取締役社長に就任。雑貨のOEM事業から始め、ファブレス経営での雑貨製造事業を展開し、2010年にJASDAQに上場。2014年に東京証券取引所二部に市場変更し、2015年には東京証券取引所一部銘柄の指定を受けた。2022年トランザクション代表取締役会長。